# Isla du Port
La Isla Du Port (en francés: Île du Port) es una isla francesa en el Océano Índico al norte de la isla Grande-Terre en las Islas Kerguelen. Ella se encuentra en la Bahía de Hillsborough, una bahía formada por la península de Joffre al noroeste, al pie del glaciar de Ross al suroeste, y con la costa noroeste de la Península de Courbet al sureste. Posee una longitud máxima de 13 kilómetros, un ancho máximo de 10 kilómetros, y una superficie de aproximadamente 43 kilómetros cuadrados, lo que la hace la 5 isla más grande del archipiélago. La elevación montañosa más alta es el monte k 13 que alcanza unos 340 metros de altura, seguido por Mont du Signal con 293 metros.